# Terry Griffiths/Erfolge
Diese Liste führt die sportlichen Erfolge des Snookerspielers Terry Griffiths auf. Der Waliser Griffiths war zwischen 1978 und 1997 als Profispieler aktiv und gewann im Laufe seiner Karriere über zwei Dutzend Turniere und stand bei etwa genauso vielen im Finale. Zu seinen wichtigsten Erfolgen zählen der Gewinn der Snookerweltmeisterschaft 1979, des Masters 1980 sowie der UK Championship 1982, wodurch Griffiths als einer von nur wenigen Spielern sämtliche Turniere der Triple Crown mindestens ein Mal gewonnen hat.
Der 1947 im walisischen Llanelli geborene Griffiths begann früh mit dem Snookerspiel und gewann schon als Jugendlicher seine ersten lokalen Turniere. In den 1970er-Jahren konnte er schließlich neben seiner beruflichen Laufbahn mehrere Erfolge wie den Gewinn der walisischen Snooker-Meisterschaft sowie den zweifachen Gewinn der English Amateur Championship vorweisen. Trotz des finanziellen Risikos entschied er sich infolgedessen, zur Saison 1978/79 Profispieler zu werden.
Zur Überraschung vieler schaffte es Griffiths direkt in seiner ersten Profisaison, bei der Snookerweltmeisterschaft zahlreiche führende Spieler wie Perrie Mans, Alex Higgins und Eddie Charlton zu besiegen und somit das Endspiel zu erreichen, das er mit 24:16 gegen Dennis Taylor deutlich gewann. Nicht mal ein halbes Jahr später stand er bei der UK Championship erneut in einem Triple-Crown-Finale, unterlag aber John Virgo 13:14, bevor er 1980 das Masters mit 9:5 gegen Alex Higgins gewann.
Nachdem er dank seines Weltmeistertitels auf der Weltrangliste direkt in den Top 10 platziert war, schied er 1982 trotz anhaltender Erfolge bei mehreren Turnieren aus diesen aus, um mit dem Gewinn der UK Championship mit 16:15 gegen Alex Higgins in diese zurückzukehren, wodurch er ebenfalls als einer der ersten Spieler überhaupt alle drei Triple-Crown-Turniere gewonnen hatte. Im Laufe der folgenden Jahre verblieb Griffiths weiterhin in der Weltspitze und erreichte bei zahlreichen, meist unbedeutenderen Turnieren das Finale, so schon 1981 bei der UK Championship sowie 1982 und 1984 beim Masters. Zum Ende der 1980er-Jahre gehörte Griffiths jedoch wieder zu den führenden Spielern, als er erst bei der Snookerweltmeisterschaft 1988 gegen Steve Davis das Finale erreichte und mit einem 9:3-Sieg über Wayne Jones im selben Jahr zum dritten Mal die Welsh Professional Championship gewann. Ein Jahr später erreichte er bei den European Open erneut das Finale eines Ranglistenturnieres, verlor dieses aber mit 8:9 gegen John Parrott, sodass er mit einem sechsten Rang ins neue Jahrzehnt startete, aber in der Saison darauf aus den besten zehn Rängen heraus fiel.
Doch nach einer Finalniederlage beim Scottish Masters 1990 und trotz mehreren guten Ergebnissen und einer damit verbundenen, zwischenzeitlichen Rückkehr in die Top 10 verschlechterten sich Griffiths Ergebnisse nach und nach. Nachdem er bis zu diesem Zeitpunkt dennoch an allen ihm möglichen Turnieren teilgenommen hatte und immer noch Rang 23 belegte, läutete er mit lediglich zwei Turnierteilnahmen während der Saison 1996/97 das Ende seiner Karriere ein. Dabei erreichte er beim Seniors Pot Black letztmals das Finale eines professionellen Turnieres, bevor er nach einer 9:10-Niederlage gegen Mark Williams in der ersten Hauptrunde der Snookerweltmeisterschaft 1997 seine Karriere beendete. Im Anschluss daran verstärkte Griffiths sein Engagement als Snookertrainer und wurde zudem Kommentator für die BBC.
Griffiths verstarb am 1. Dezember 2024 in seinem Heimatort Llanelli an einer Demenzerkrankung.

## Ranglistenpositionen und Erfolge bei der Triple Crown
Die folgende Tabelle zeigt Griffiths’ Weltranglistenpositionen sowie seine Ergebnisse in den jeweils verlinkten Ausgaben der Triple-Crown-Turniere.
| Turnier                          | 1978/ 79 | 1979/ 80 | 1980/ 81 | 1981/ 82 | 1982/ 83 | 1983/ 84 | 1984/ 85 | 1985/ 86 | 1986/ 87 | 1987/ 88 | 1988/ 89 | 1989/ 90 | 1990/ 91 | 1991/ 92 | 1992/ 93 | 1993/ 94 | 1994/ 95 | 1995/ 96 | 1996/ 97 | Gesamt TS / TN |
| -------------------------------- | -------- | -------- | -------- | -------- | -------- | -------- | -------- | -------- | -------- | -------- | -------- | -------- | -------- | -------- | -------- | -------- | -------- | -------- | -------- | -------------- |
| \| Weltrangliste WRL \| AP EP \| | –        | 8        | 5        | 3        | 14       | 9        | 8        | 8        | 10       | 6        | 5        | 5        | 6        | 11       | 6        | 8        | 14       | 15       | 23       | Gesamt TS / TN |
| Triple-Crown-Turniere            |          |          |          |          |          |          |          |          |          |          |          |          |          |          |          |          |          |          |          |                |
| UK Championship                  | R1       | F        | HF       | F        | S        | HF       | R1       | VF       | VF       | VF       | HF       | HF       | R2       | AF       | R1       | VF       | AF       | R2       | –        | 1 / 18         |
| Masters                          | –        | S        | F        | F        | VF       | F        | HF       | VF       | AF       | VF       | VF       | AF       | HF       | AF       | AF       | AF       | VF       | WR       | –        | 1 / 17         |
| Weltmeisterschaft                | S        | AF       | VF       | R1       | AF       | VF       | VF       | VF       | VF       | F        | VF       | VF       | VF       | HF       | AF       | AF       | AF       | AF       | R1       | 1 / 19         |
| Weltrangliste WRL                | AP EP    |          |          |          |          |          |          |          |          |          |          |          |          |          |          |          |          |          |          |                |

| Legende | Legende                               |
| ------- | ------------------------------------- |
| S       | Sieger                                |
| F       | Finalist                              |
| HF      | Halbfinalist                          |
| VF      | Viertelfinalist                       |
| AF      | Achtelfinalist                        |
| LX      | Niederlage in der Runde der letzten X |
| RX      | Niederlage in Runde X                 |
| WR      | Niederlage in der Wildcardrunde       |
| QR      | Niederlage in der Qualifikation       |
| NQ      | Nicht qualifiziert                    |
| –       | nicht teilgenommen                    |
| –       | keine Weltranglistenplatzierung       |
| n. a.   | nicht ausgetragen                     |
| k. R.   | keine Rangliste                       |
| TS / TN | Turniersiege / Teilnahmen             |
| AP      | Ranglistenposition am Saisonbeginn    |
| EP      | Ranglistenposition am Saisonende      |

## Übersicht über die Finalteilnahmen
Erfolgreich war Griffiths vor allem bei Einladungsturnieren, die fast die Hälfte seiner etwa 60 Finalteilnahmen ausmachen.

### Ranglistenturniere
Während seiner Karriere erreichte Griffiths lediglich drei Endspiele von Ranglistenturnieren, von denen er zudem nur ein einziges gewinnen konnte. Zwei der drei Endspiele entfielen auf die Snookerweltmeisterschaft, wobei er von diesen jeweils eins gewann und eins verlor.
Farbbedeutungen: Turnier der Triple Crown
| Ergebnis | Jahr | Turnier                  | Gegner im Finale | Endstand |
| -------- | ---- | ------------------------ | ---------------- | -------- |
| Sieger   | 1979 | Snookerweltmeisterschaft | Dennis Taylor    | 24:16    |
| Finalist | 1988 | Snookerweltmeisterschaft | Steve Davis      | 11:18    |
| Finalist | 1989 | European Open            | John Parrott     | 8:9      |

### Einladungsturniere
Insbesondere bei Einladungsturniere, also bei Turnieren, deren Teilnehmer vom Veranstalter zur Teilnahme eingeladen wurden und die somit nicht für alle Spieler zugänglich waren, konnte Griffiths mit insgesamt 23 eine hohe Zahl von Finalteilnahmen vorweisen, von denen er neun gewinnen konnte. Vier dieser Endspielteilnahmen fanden beim Masters statt, wobei er in einem Fall gewinnen konnte und in den übrigen drei Fällen das Spiel verlor.
Farbbedeutungen: Turnier der Triple Crown
| Ergebnis | Jahr | Turnier               | Gegner im Finale | Endstand     |
| -------- | ---- | --------------------- | ---------------- | ------------ |
| Sieger   | 1980 | Masters               | Alex Higgins     | 9:5          |
| Sieger   | 1980 | Irish Masters         | Doug Mountjoy    | 10:9         |
| Finalist | 1981 | Masters               | Alex Higgins     | 6:9          |
| Sieger   | 1981 | Irish Masters         | Ray Reardon      | 9:7          |
| Sieger   | 1982 | Classic               | Steve Davis      | 9:8          |
| Finalist | 1982 | Masters               | Steve Davis      | 5:9          |
| Sieger   | 1982 | Irish Masters         | Steve Davis      | 9:5          |
| Finalist | 1983 | Tolly Cobbold Classic | Steve Davis      | 5:7          |
| Finalist | 1983 | Hong Kong Masters     | Doug Mountjoy    | 3:4          |
| Sieger   | 1984 | Pot Black             | John Spencer     | 2:1          |
| Finalist | 1984 | Masters               | Jimmy White      | 5:9          |
| Finalist | 1984 | Irish Masters         | Steve Davis      | 1:9          |
| Sieger   | 1984 | Singapore Masters     | Steve Davis      | Gruppenphase |
| Finalist | 1985 | Singapore Masters     | Steve Davis      | 2:4          |
| Sieger   | 1985 | Hong Kong Masters     | Steve Davis      | 4:2          |
| Sieger   | 1986 | Belgian Classic       | Kirk Stevens     | 9:7          |
| Finalist | 1986 | Thailand Masters      | James Wattana    | 1:2          |
| Finalist | 1986 | China Masters         | Steve Davis      | 0:3          |
| Finalist | 1987 | Tokyo Masters         | Dennis Taylor    | 3:6          |
| Finalist | 1987 | Scottish Masters      | Joe Johnson      | 7:9          |
| Finalist | 1989 | Scottish Masters      | Stephen Hendry   | 1:10         |
| Finalist | 1990 | Scottish Masters      | Stephen Hendry   | 6:10         |
| Finalist | 1997 | Seniors Pot Black     | Joe Johnson      | 0:2          |

### Non-ranking-Turniere
Bei sogenannten Non-ranking-Turnieren, also Turnieren, deren Ergebnisse wie die der Einladungsturniere nicht in die Weltranglisten einflossen und bei denen die Teilnahme ebenfalls in Teilen nur per Einladung möglich war, erreichte Griffiths insgesamt 16 Mal ein Endspiel, wobei er mit sieben Siegen etwas weniger als die Hälfte derer für sich entscheiden konnte. Da die UK Championship bis einschließlich 1983 anstatt als Weltranglistenturnier als Non-ranking-Turniere ausgetragen wurde, befinden sich unter diesen 16 Endspielteilnahmen auch Griffiths’ Sieg 1982 sowie die beiden Finalteilnahmen 1979 und 1981.
Farbbedeutungen: Turnier der Triple Crown
| Ergebnis | Jahr | Turnier                         | Gegner im Finale | Endstand |
| -------- | ---- | ------------------------------- | ---------------- | -------- |
| Finalist | 1979 | Canadian Open                   | Cliff Thorburn   | 16:17    |
| Finalist | 1980 | UK Championship                 | John Virgo       | 13:14    |
| Finalist | 1980 | Canadian Open                   | Cliff Thorburn   | 10:17    |
| Sieger   | 1981 | Pontins Professional            | Willie Thorne    | 9:8      |
| Finalist | 1981 | UK Championship                 | Steve Davis      | 3:16     |
| Finalist | 1982 | Welsh Professional Championship | Doug Mountjoy    | 8:9      |
| Finalist | 1982 | International Masters           | Steve Davis      | 7:9      |
| Sieger   | 1982 | UK Championship                 | Alex Higgins     | 16:15    |
| Finalist | 1984 | Thailand Masters                | Jimmy White      | 3:4      |
| Sieger   | 1985 | Welsh Professional Championship | Doug Mountjoy    | 9:4      |
| Sieger   | 1985 | Pontins Professional            | John Spencer     | 9:7      |
| Finalist | 1985 | Thailand Masters                | Dennis Taylor    | 0:4      |
| Sieger   | 1986 | Welsh Professional Championship | Doug Mountjoy    | 9:3      |
| Sieger   | 1986 | Pontins Professional            | Willie Thorne    | 9:6      |
| Sieger   | 1988 | Welsh Professional Championship | Wayne Jones      | 9:3      |
| Finalist | 1989 | Welsh Professional Championship | Doug Mountjoy    | 9:6      |

### Ligen
Bei lediglich aus einem Round-Robin-Modus bestehenden Turnieren respektive Ligen belegte Griffiths in zwei, offiziell als Einladungsturniere deklarierten Turnieren den ersten Rang.
| Ergebnis | Jahr | Turnier           | Zweitplatzierter | Endstand der Partie der beiden Spieler |
| -------- | ---- | ----------------- | ---------------- | -------------------------------------- |
| Sieger   | 1984 | Singapore Masters | Steve Davis      | 1:1                                    |
| Sieger   | 1984 | Malaysian Masters | Tony Meo         | 2:0                                    |

### Teamwettbewerbe
In Teamwettbewerben erreichte Griffiths zusammen mit seinen durchgehend walisischen Teamkollegen insgesamt fünf Mal das Finale, wobei er lediglich in zwei Fällen gewinnen konnte.
| Ergebnis | Jahr | Turnier                    | Teampartner               | Gegner im Finale                           | Endstand |
| -------- | ---- | -------------------------- | ------------------------- | ------------------------------------------ | -------- |
| Sieger   | 1979 | World Challenge Cup        | Ray Reardon Doug Mountjoy | Fred Davis John Spencer Graham Miles       | 14:3     |
| Sieger   | 1980 | World Challenge Cup        | Ray Reardon Doug Mountjoy | Cliff Thorburn Kirk Stevens Bill Werbeniuk | 8:5      |
| Zweiter  | 1981 | World Team Classic         | Ray Reardon Doug Mountjoy | Steve Davis John Spencer David Taylor      | 3:4      |
| Zweiter  | 1982 | World Doubles Championship | Doug Mountjoy             | Steve Davis Tony Meo                       | 2:13     |
| Zweiter  | 1983 | World Team Classic         | Ray Reardon Doug Mountjoy | Steve Davis Tony Knowles Tony Meo          | 2:4      |

### Amateurturniere
Vor allem vor seiner professionellen Karriere war Griffiths auch bei Amateurturnieren erfolgreich und erreichte acht Mal das Finale, wobei er sechs davon gewinnen konnte.
| Ergebnis | Jahr | Turnier                                   | Gegner im Finale | Endstand |
| -------- | ---- | ----------------------------------------- | ---------------- | -------- |
| Finalist | 1972 | Walisische Snooker-Meisterschaft          | Geoff Thomas     | 2:6      |
| Sieger   | 1975 | Walisische Snooker-Meisterschaft          | Geoff Thomas     | 8:7      |
| Sieger   | 1977 | English Professional Championship – South | Clive Everton    | 8:1      |
| Sieger   | 1977 | English Professional Championship         | Sid Hood         | 13:3     |
| Finalist | 1977 | Pontins Spring Open                       | Alex Higgins     | 4:7      |
| Sieger   | 1978 | English Professional Championship – South | Cliff Wilson     | 8:2      |
| Sieger   | 1978 | English Professional Championship         | Joe Johnson      | 13:5     |
| Sieger   | 1983 | Pontins Spring Open                       | Ray Reardon      | 7:3      |